# Ladoga transpadana
Ladoga transpadana är en fjärilsart som beskrevs av Rocci 1930. Ladoga transpadana ingår i släktet Ladoga och familjen praktfjärilar. Inga underarter finns listade i Catalogue of Life.